# Tadeusz Bednarowicz
Tadeusz Bednarowicz (ur. 28 sierpnia 1906 w Sułkowicach, zm. 20 lutego 1944 w Groß-Rosen) – polski piłkarz.
Grał w barwach Cracovii oraz warszawskich Legii i Polonii.
Pracował jako urzędnik. Podczas II wojny światowej należał do Szarych Szeregów. Po aresztowaniu 18 czerwca 1943 w Obornikach, był osadzony w Forcie VII w Poznaniu od 20 czerwca 1943, a od 19 lutego 1944 w niemieckim obozie, gdzie nazajutrz zmarł.